# Salut de trois volées

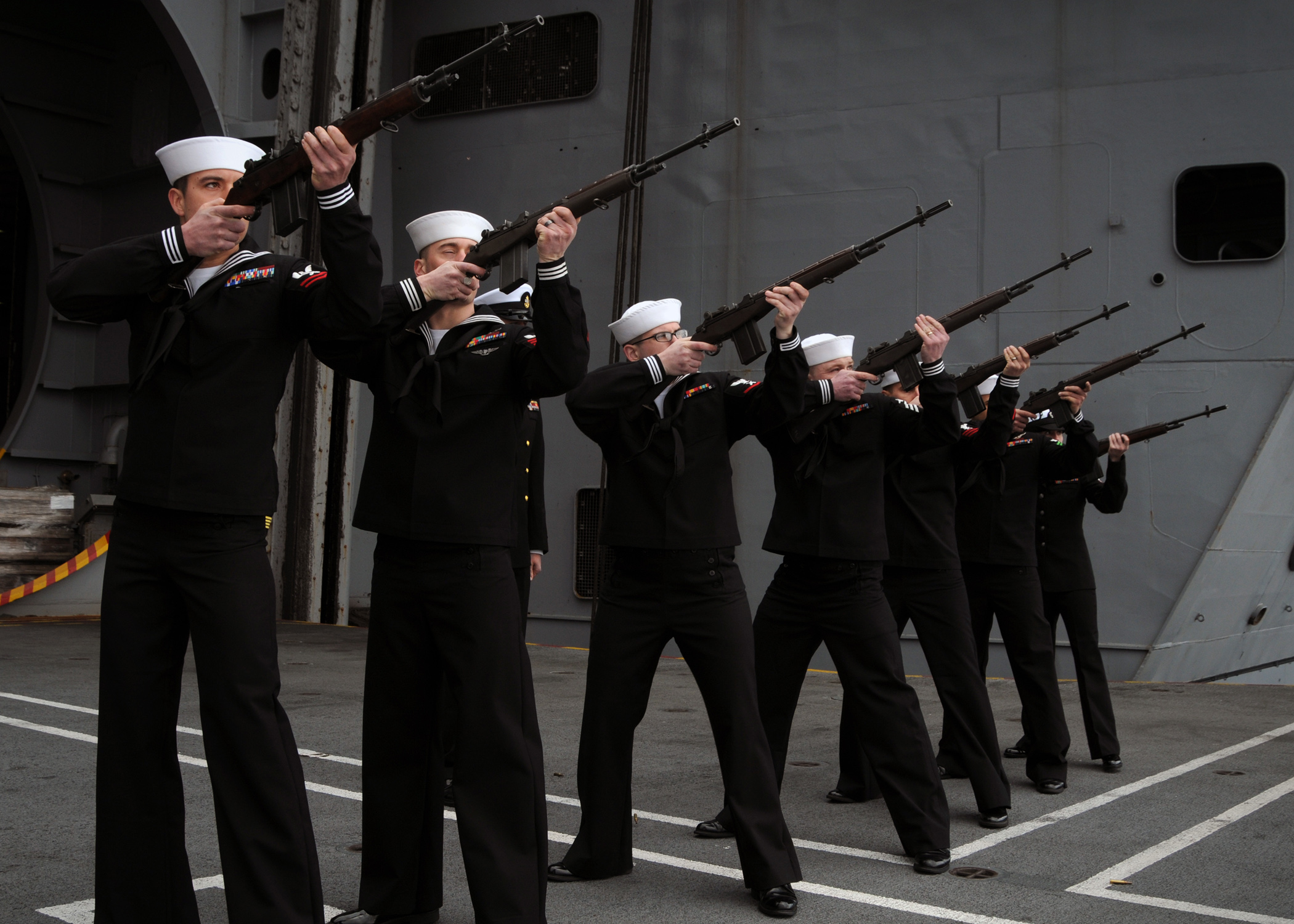
Des marins de la marine américaine, équipés de fusil M14, réalise un salut de trois volées sur le pont du porte-avions durant une cérémonie mortuaire en mer.

Le salut de trois volées, ou salut de trois salves, est un acte cérémoniel accompli lors de funérailles militaires et parfois aussi de policières. Il s'agit du tir de trois coups en l'air.
La coutume a pour origine les guerres dynastiques européennes, où les combats cessent pour permettre aux morts et aux blessés d'être soignés et enlevés du champ de bataille. Trois coups de feu sont ensuite tirés en l'air pour signaler que le combat peut reprendre.